# Siehdichfür (Grünbach)
Siehdichfür ist eine Ortslage der Gemeinde Grünbach im Vogtlandkreis in Sachsen. Die Streusiedlung auf einer Fläche von 173 ha wurde am 1. Juli 1948 nach Grünbach eingemeindet.

## Geografie

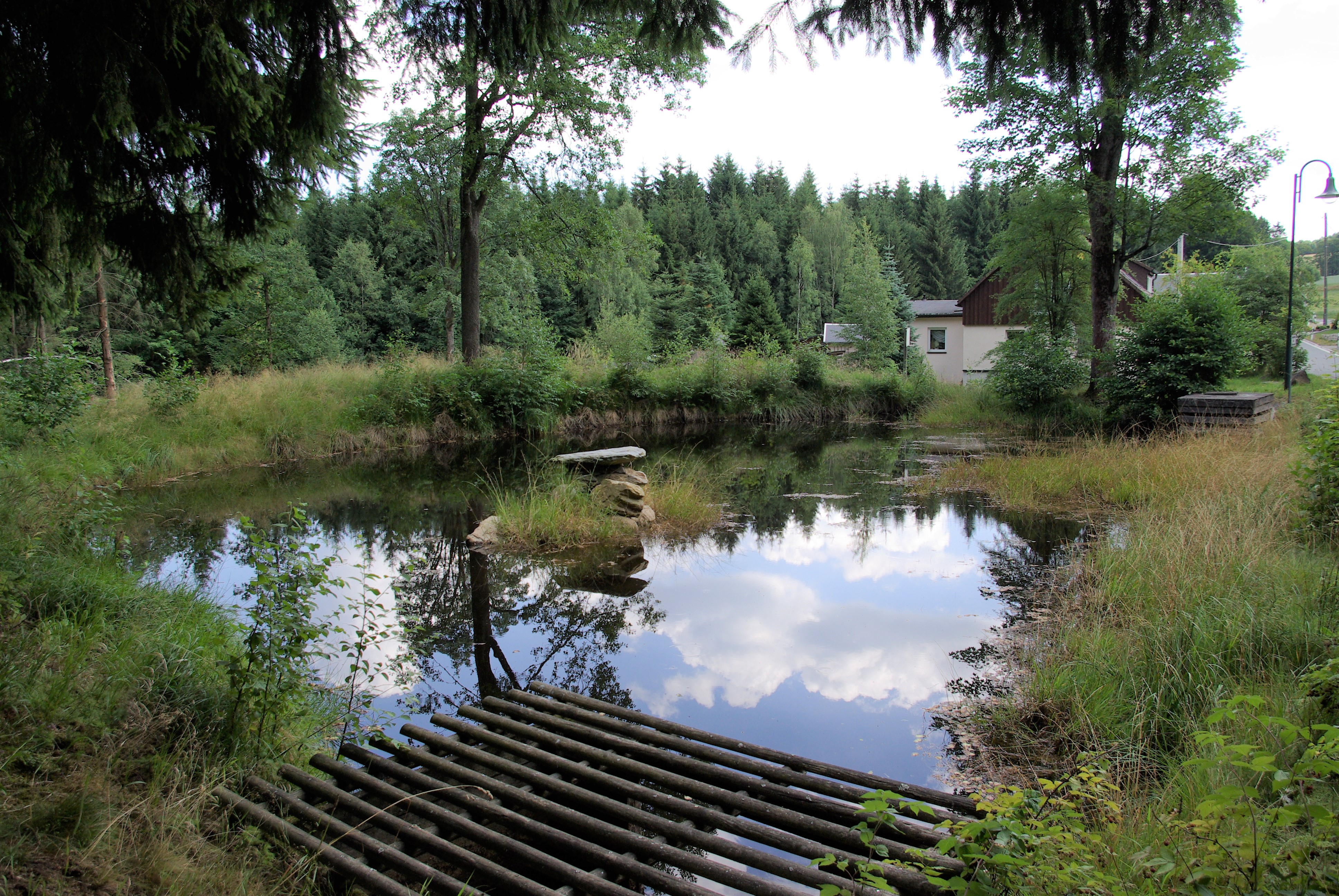
Teich in Siehdichfür

### Lage
Siehdichfür liegt im Südosten des sächsischen Teils des historischen Vogtlands, es gehört in naturräumlicher Sicht jedoch schon zum Westerzgebirge. Der Ort liegt im Quellgebiet des Geigenbachs, der über die Trieb in die Weiße Elster entwässert auf etwa 662 m. Siehdichfür liegt im Naturpark Erzgebirge/Vogtland. Durch den Ort führt eine Verbindungsstraße von Grünbach nach Neudorf.

### Nachbarorte
Der Ort Siehdichfür grenzt an einen weiteren Ortsteil der Gemeinde Grünbach und an jeweils einen Ortsteil der Gemeinden Schöneck/Vogtl. und Neustadt/Vogtl.
|                             |                                             | Grünbach |
| Neudorf (Gemeinde Neustadt) | Kompassrose, die auf Nachbargemeinden zeigt |          |
|                             | Schöneck/Vogtl. (Gemeinde Schöneck)         |          |

## Geschichte

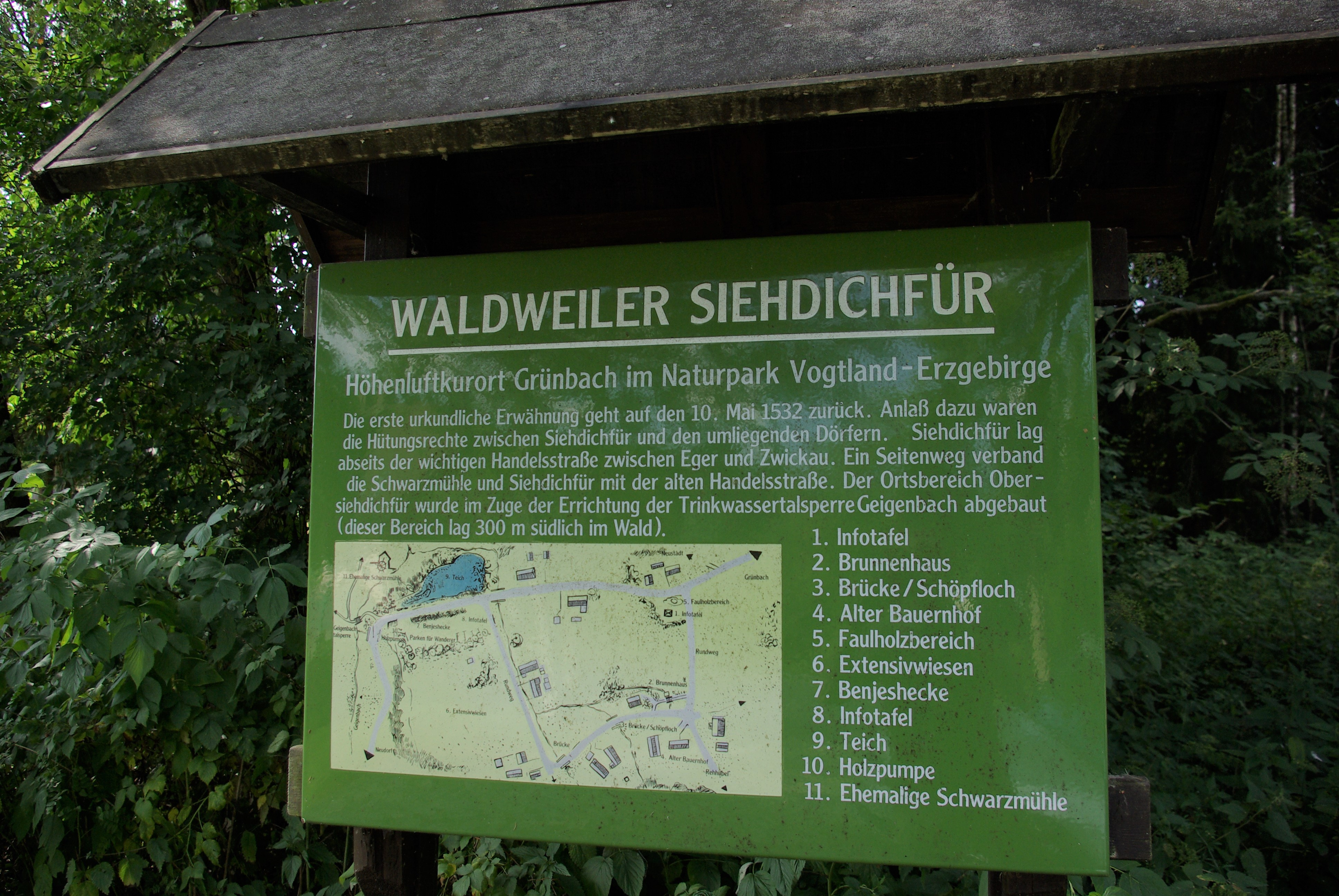
Siehdichfür, Tafel Ortsgeschichte

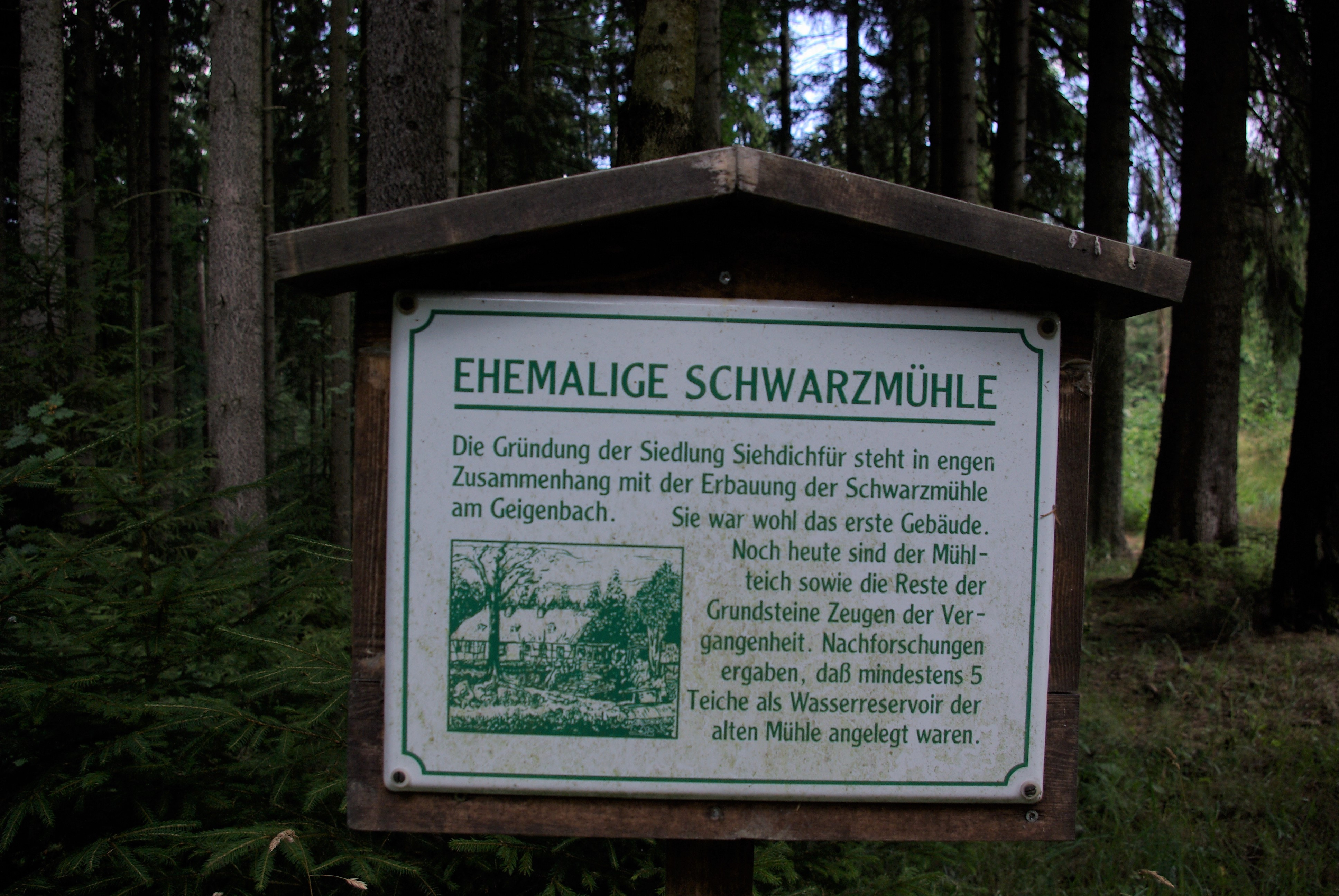
Siehdichfür, Tafel Schwarzmühle

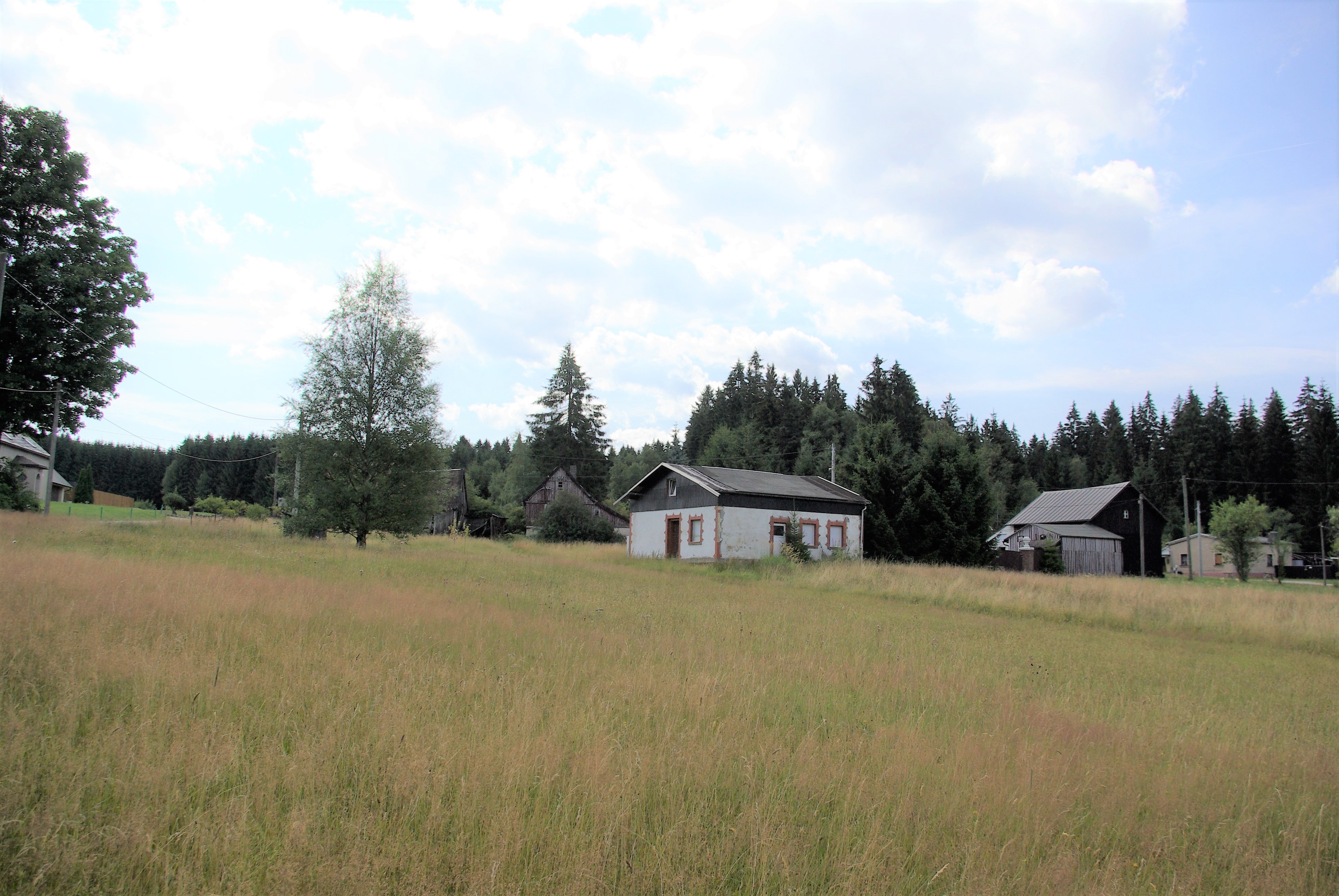
Gebäude in Siehdichfür

Eine erste Besiedlung von Siehdichfür hat vermutlich zu Beginn des 16. Jahrhunderts begonnen. Im Jahr 1532 wird der Ort als „Sieh dich fur“ genannt. Die eigentliche Gründung des Waldhufendorfs begann mit dem Bau der „Schwarzmühle“ am Geigenbach. Von dieser sind heute nur noch die Grundsteine und der Mühlteich erhalten. Der Waldbesitz der Caspar von Trützschler zu Falkenstein hatte im Jahr 1555 einem Lorenz Mendel Grund und Boden „uffn Sihe dich foue“ zum Bau einer Mahl- und Schneidemühle überlassen. Der Ortsname „Siehdichfür“ geht vermutlich auf die seinerzeit dunklen und dichten Wälder und den morastigen Grund und Boden zurück.
Trotz einer durch den Ort führenden Handelsstraße schritt die Entwicklung des Orts nur langesam voran. Im Jahr 1792 zählte man nur 11 „Häusler“. Erst mit der Entwicklung der Gardinenindustrie in Grünbach erlebte Siehdichfür ein schnelleres Wachstum. So zählte der Ort im Jahr 1885 137 Einwohner.
Siehdichfür gehörte bis 1856 zum kursächsischen bzw. königlich-sächsischen Amt Plauen. Nach 1856 gehörte der Ort zum Gerichtsamt Falkenstein und ab 1875 zur Amtshauptmannschaft Auerbach. Die etwa 300 Meter südlich von Siehdichfür gelegene Ortslage Obersiehdichfür wurde im Zuge des zwischen 1904 und 1909 erfolgten Baus der Talsperre Werda (Geigenbachtalsperre) abgebaut.
Am 1. Juli 1948 wurde Siehdichfür nach Grünbach eingemeindet. Durch die zweite Kreisreform in der DDR kam die Gemeinde Grünbach im Jahr 1952 zum Kreis Auerbach im Bezirk Chemnitz (1953 in Bezirk Karl-Marx-Stadt umbenannt), der ab 1990 als sächsischer „Landkreis Auerbach“ fortgeführt wurde und 1996 im Vogtlandkreis aufging.

### Entwicklung der Einwohnerzahl
| Jahr | Einwohnerzahl |
| ---- | ------------- |
| 1792 | 11 Häusler    |
| 1834 | 99            |
| 1871 | 150           |

| Jahr | Einwohnerzahl |
| ---- | ------------- |
| 1890 | 129           |
| 1910 | 110           |
| 1925 | 76            |

| Jahr | Einwohnerzahl |
| ---- | ------------- |
| 1939 | 66            |
| 1946 | 35            |

1910 war Siehdichfür unter den 69 Kommunen der Amtshauptmannschaft Auerbach auf Rang 68 der Einwohnerstatistik.